# Clearwater (fiume Alberta)
Il Clearwater è un fiume del Canada, che scorre in Alberta per circa 200 chilometri, per poi confluire nell'Athabasca.